# Horodno
Horodno, daw. Horodna (biał. Гарадна́я) – wieś (dawniej miasteczko) na Białorusi, na Polesiu, nad jeziorem Horodno, w obwodzie brzeskim, w rejonie stolińskim, blisko granicy z Ukrainą.

## Historia
Miasto królewskie położone było w końcu XVIII wieku w ekonomii pińskiej w powiecie pińskim województwa brzeskolitewskiego. 
Według Słownika geograficznego Królestwa Polskiego miasteczko liczyło 236 domów i 1012 mieszkańców (koniec XIX wieku) i posiadało wyborną glinę sprzyjającą garncarstwu.
W II Rzeczypospolitej w województwie poleskim, początkowo w powiecie łuninieckim, a od 1 stycznia 1923 roku w powiecie stolińskim. Początkowo była to gmina miejska, lecz miejscowość utraciła prawa miejskie z dniem 1 kwietnia 1927 roku, wchodząc w charakterze osady miejskiej w skład gminy Radczysk, a po jej zniesieniu z dniem 18 kwietnia 1928 roku Horodno weszło w skład gminy Stolin. 
Podczas okupacji hitlerowskiej, w sierpniu 1941 roku Niemcy utworzyli getto dla żydowskich mieszkańców. Przebywało w nim około 800 osób. We wrześniu 1942 roku Niemcy zlikwidowali getto, a Żydów zamordowali w lesie Podralicze.

W miejscowości znajdują się dwie cerkwie prawosławne:
- Świętej Trójcy – drewniana, parafialna (dawna świątynia greckokatolicka);
- św. Mikołaja Cudotwórcy – murowana, pomocnicza.[9]

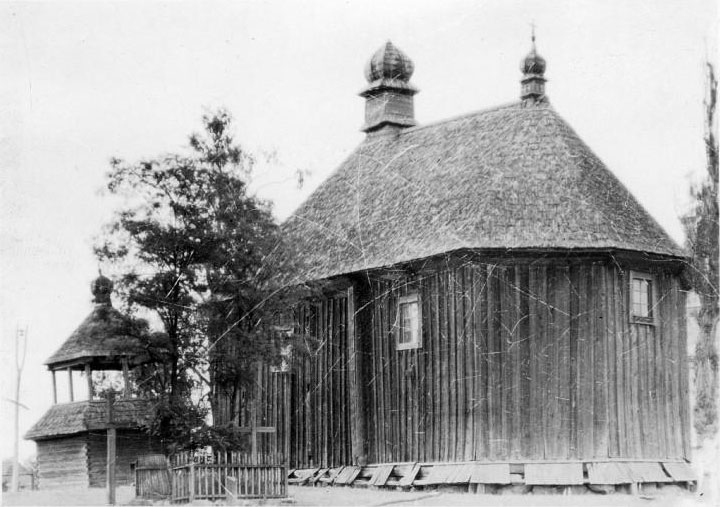
Cerkiew greckokatolicka, 1929 rok
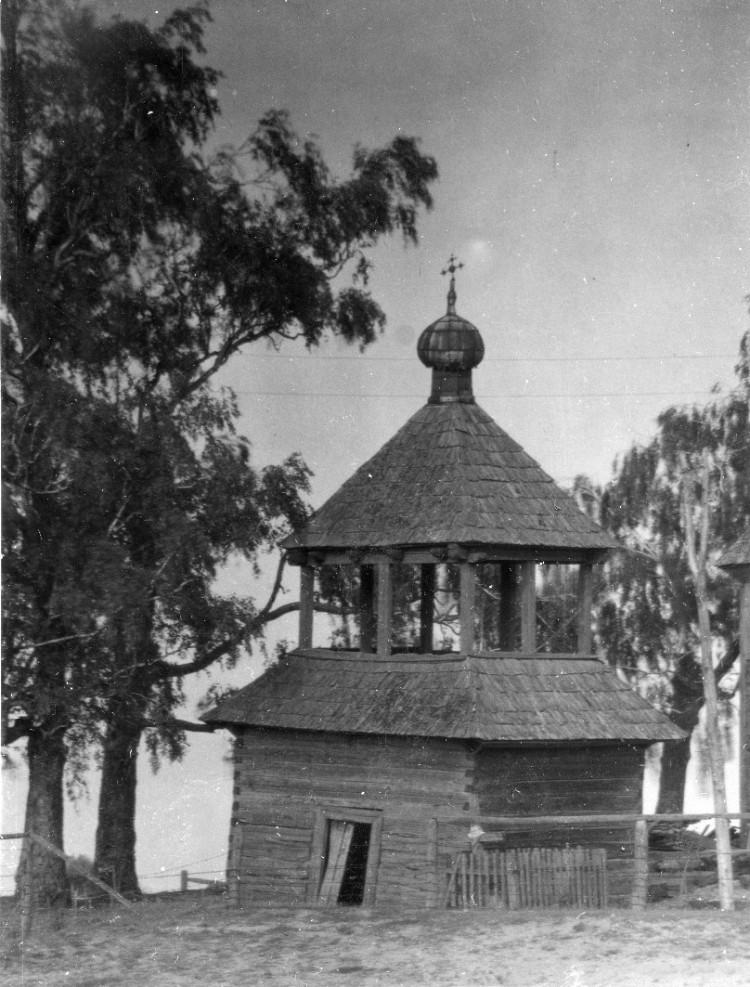
Dzwonnica, 1929 rok
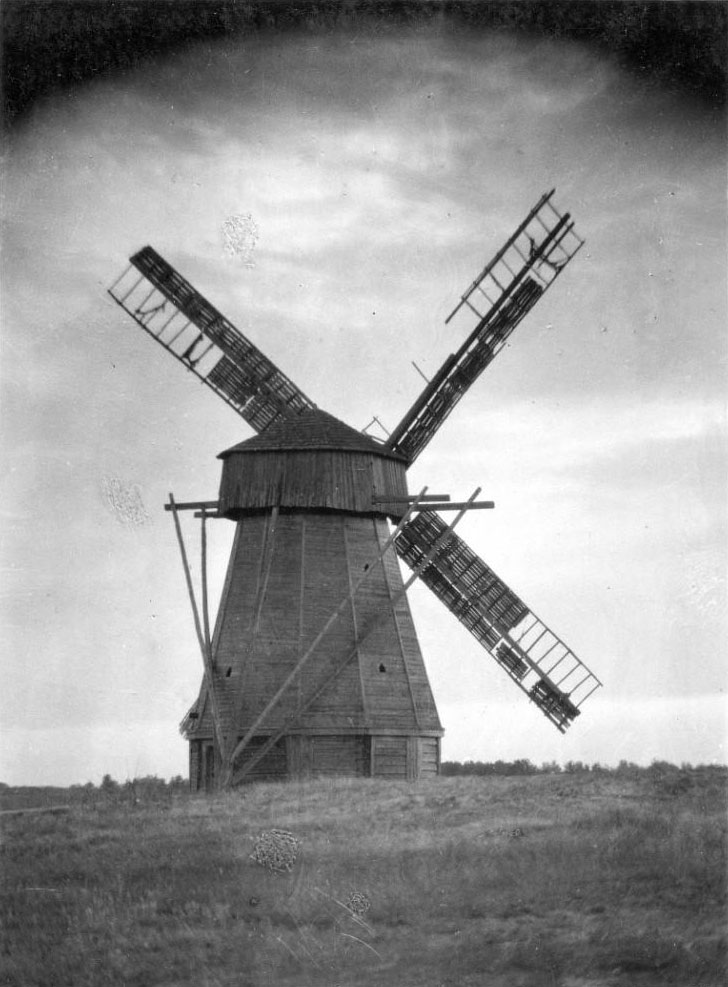
Wiatrak
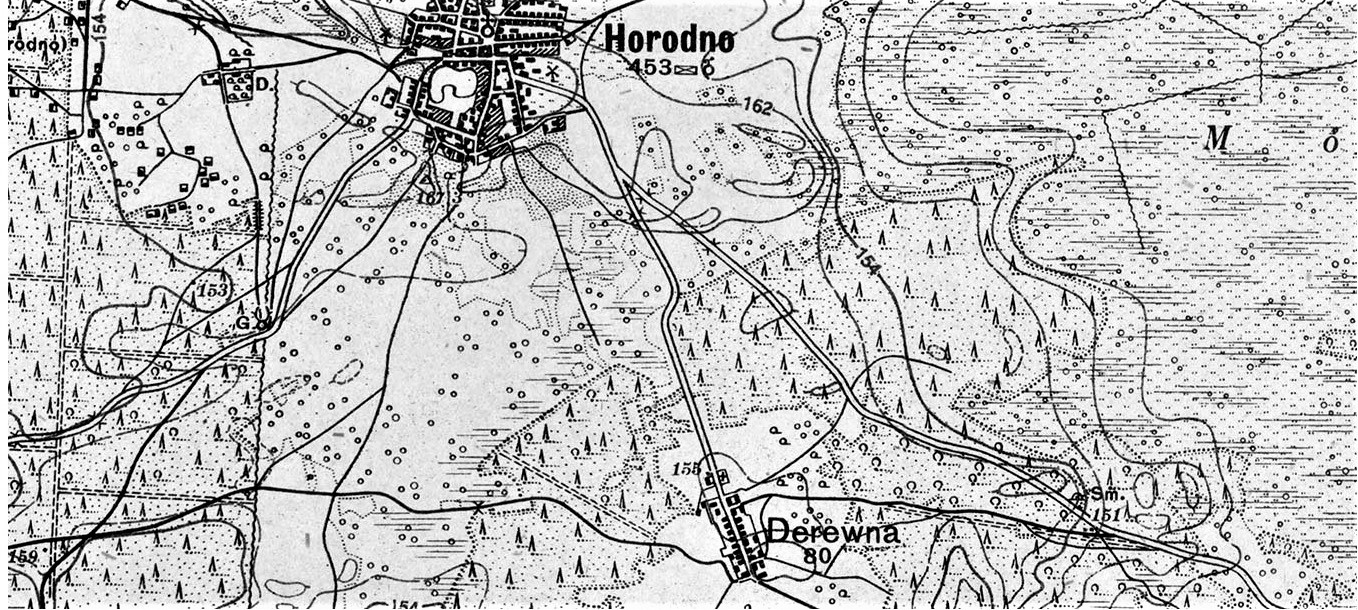
Horodno i Derewna na mapie WIG, Warszawa, 1928
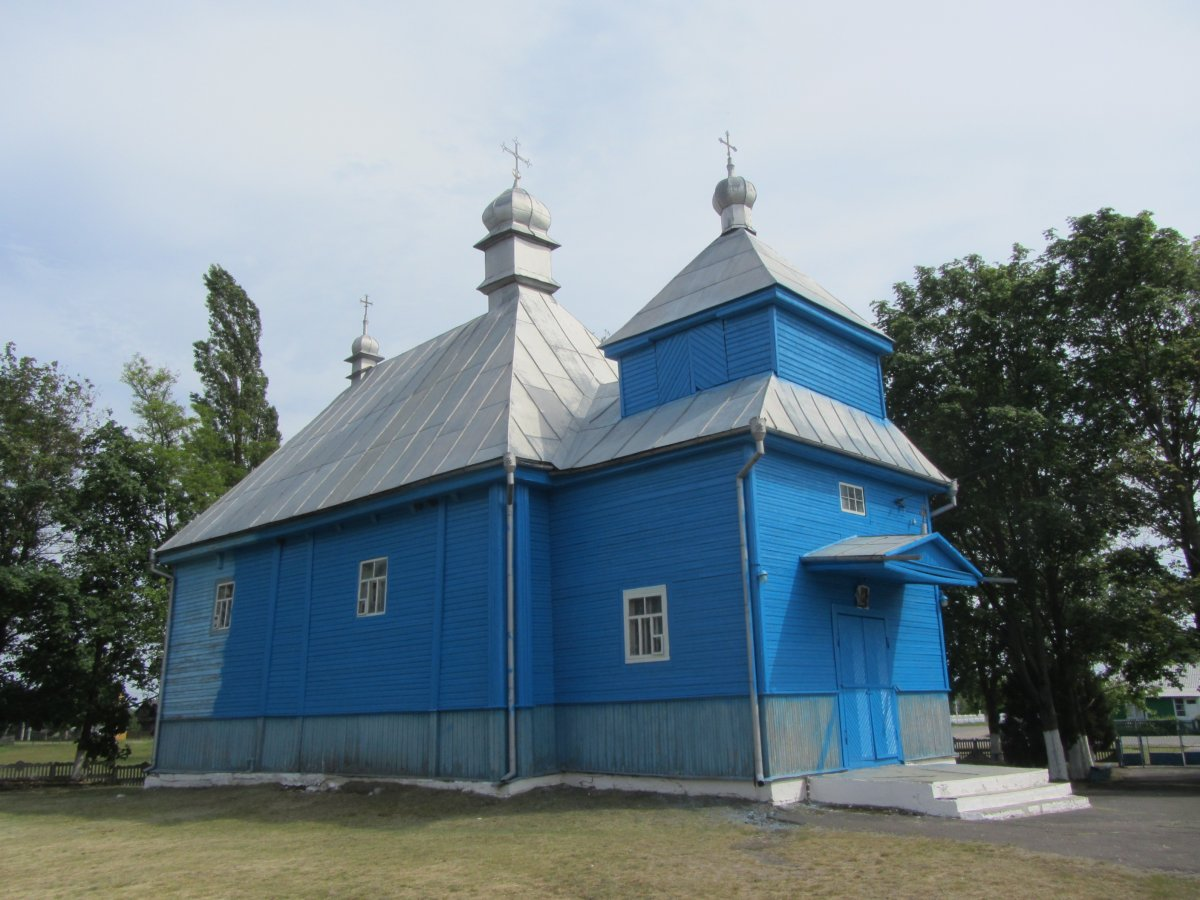
Cerkiew Świętej Trójcy (2017)
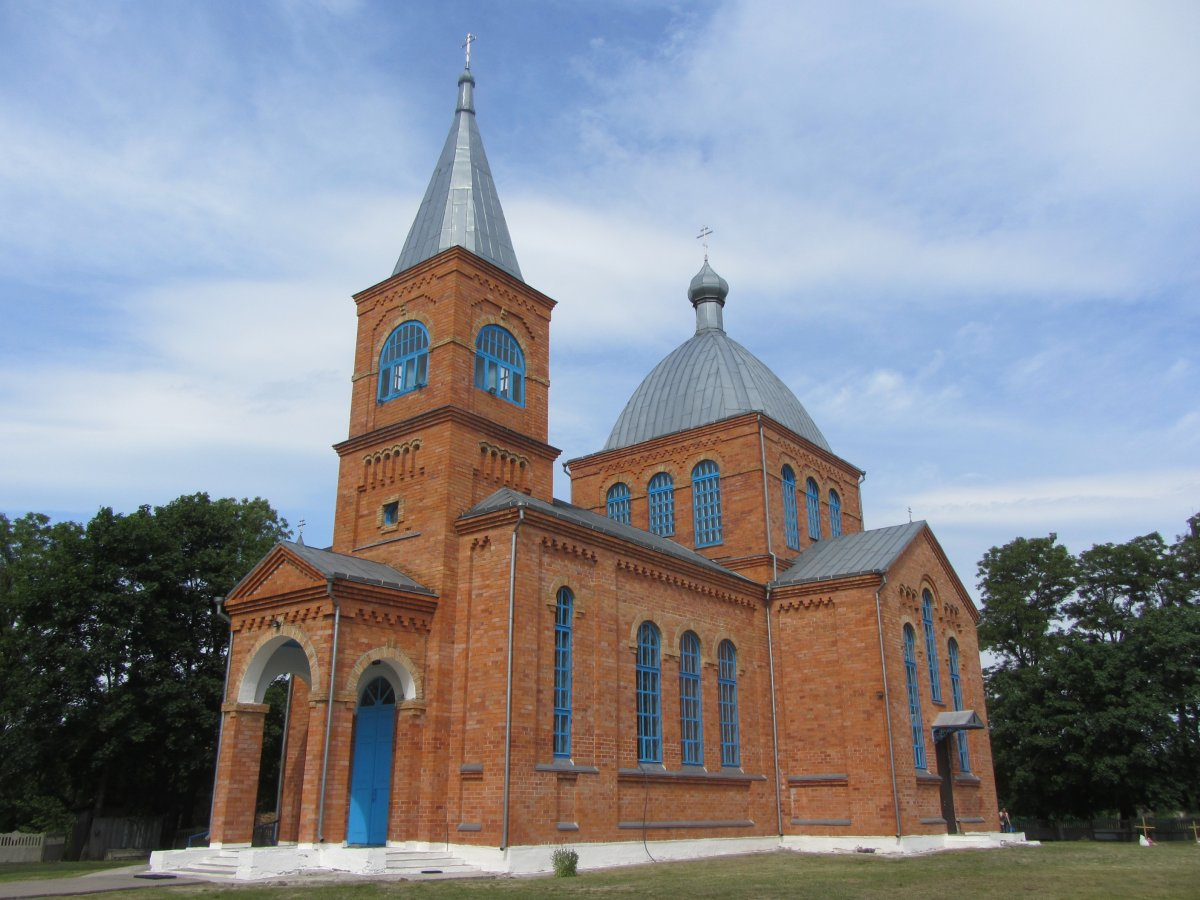
Cerkiew św. Mikołaja Cudotwórcy (2017)